# Liste der Kulturdenkmale in Schaddel
In der Liste der Kulturdenkmale in Schaddel sind die Kulturdenkmale des Grimmaer Ortsteils Schaddel verzeichnet, die bis August 2024 vom Landesamt für Denkmalpflege Sachsen erfasst wurden (ohne archäologische Kulturdenkmale). Die Anmerkungen sind zu beachten.
Diese Aufzählung ist eine Teilmenge der Liste der Kulturdenkmale in Grimma.

## Schaddel
| Bild                                    | Bezeichnung | Lage                                | Datierung                                                                                             | Beschreibung | ID       |
| --------------------------------------- | --- | ----------------------------------- | --- | --- | -------- |
| Direkt Bild zu diesem Denkmal hochladen | Wochenendhaus Meyer | Hasenberg 4 (Karte)                 | 1933                                                                                                  | Holzhaus, Wochenendhaus eines Apothekers Meyer aus Leipzig, in sehr gutem Originalzustand erhaltenes Zeugnis für die bürgerliche Wohnkultur der Sommerfrische, in landschaftsprägender Lage auf dem Hasenberg, von kulturhistorischer und bauhistorischer Bedeutung. Verbrettertes Holzhaus, eingeschossig mit ausgebautem Dachgeschoss, symmetrische Gliederung, originale Holzsprossenfenster mit Fensterläden, im Giebel mittiges Dreiecksfenster, transparente Ecken (originale Schiebefenster), originale Terrassentür mit zwei Türflügeln und Fensterläden, Schleppgaube, traufseitiger eingeschossiger Anbau, originale Innenausstattung (Türen), steiles Satteldach. | 08974442 |
| Direkt Bild zu diesem Denkmal hochladen | Kriegerdenkmal für die Gefallenen des Ersten Weltkrieges                                                                            | Teichweg 12 (vor) (Karte)           | Um 1920                                                                                               | Von ortsgeschichtlicher Bedeutung. Gedenkstein in ringförmiger Einfriedung (Bruchstein): Granitstele auf würfelartigem Sockel, Stahlhelmrelief, Eisernes Kreuz und gesenktes Schwert, Inschriften „1914-1918“ und „Ihren im Weltkriege gefallenen Helden“, darunter die Namen der Gefallenen, „die dankbare Gemeinde Schaddel“. | 08974436 |
| Direkt Bild zu diesem Denkmal hochladen | Armenhaus | Teichweg 14 (Karte)                 | 1. Hälfte 19. Jahrhundert                                                                             | Eingeschossiger Putzbau mit Fachwerkgiebel, sozialhistorische Bedeutung. Eingeschossig, massiv, verputzt, Satteldach, Biberschwanzdeckung (erneuert), Fachwerkgiebel, Fensterläden (erneuert). | 08974437 |
| Direkt Bild zu diesem Denkmal hochladen | Schaddelmühle: Ehemalige Mühle und Nebengebäude mit künstlerischer Ausstattung (ehemaliges Wohn- und Atelierhaus von Horst Skorupa) | Zur Schaddelmühle 5 (Karte)         | 1550 Ersterwähnung (Mühle); im Kern 18. Jahrhundert (Mühle); 1. Hälfte 19. Jahrhundert (Nebengebäude) | Wassermühle in Fachwerkbauweise, Atelierhaus des Künstlers und Keramikers Horst Skorupa (1941–2004), ortsgeschichtliche und bauhistorische sowie künstlerische und wissenschaftliche Bedeutung. - Mühle: zweigeschossig, Fachwerk (Ständerbau mit Kopf- und Fußstreben), Satteldach, Biberschwanzdeckung, Giebel verbrettert - Mühlentechnik: Wassermühle mit oberschlächtigem Rad - Nebengebäude: zweigeschossig, im Erdgeschoss Werkstatt- bzw. Atelierräume, im Obergeschoss ehemalige Wohnräume von Horst Skorupa, im Flur keramische Malereien (Blätter und Blüten mit Tieren, Faun und Köpfe im Profil), Relief (mythologische Szene), Ton- und Porzellanplastiken (Köpfe, Hunde), dekorierte Fußbodenkacheln, im Wohnraum keramische Malerei (Hl. Georg) und dekorierte Fußbodenkacheln, im Bad keramische Malereien (Pflanzen und Tiere, Blüten- und Blättergirlanden) und dekorierte Wand- und Fußbodenkacheln, am Außenbau Reliefplatten aus Porzellan (Figürchen und Fruchtarrangements) | 08974438 |
|                                         | Transformatorenturm | Zur Schaddelmühle 5 (neben) (Karte) | Um 1915                                                                                               | Pagodentyp, regionalgeschichtlich als Zeugnis der Elektrifizierung und technikgeschichtlich von Bedeutung. Massiv, auf quadratischem Grundriss, verputzt, originaler Putz, Ziegelsteinsockel, rundbogige Tür mit Ziegelsteinrahmung, weiter Dachüberstand, Walmdach mit Laterne, Zeltdach und Knauf. | 08974439 |
|                                         | Bahnwärterhaus | Zur Schaddelmühle 7 (Karte)         | 1866                                                                                                  | Zur Bahnstrecke Glauchau–Wurzen (Muldentalbahn) gehörend, umgebauter Typenbau eines Bahnwärterhauses der 3. Klasse, 1866 errichtet, eines der letzten verbliebenen Bahnwärterhauser der Strecke, Bahnwärterhaus und Nebengebäude durch Verbindungsbau verbunden, bau- und verkehrsgeschichtlich von Bedeutung. Eingeschossig auf Bruchsteinsockel, originale Fenstergrößen und -anordnung, flaches Satteldach mit geschnitzten Sparrenköpfen, seitlich abgeschleppter eingeschossiger Anbau, Verbindungsbau zum Anbau, darin Eingangstür, 2001–2004 umfassende Sanierung und Umbau, Nebengebäude 2001 abgerissen und neu aufgebaut, Dämmung, Dach erneuert, Bahnwärterhaus der 3. Klasse, Kilometer 58,74. | 08974440 |
| Direkt Bild zu diesem Denkmal hochladen | Wegestein | Zur Schaddelmühle 7 (neben) (Karte) | 19. Jahrhundert                                                                                       | Porphyr ohne Inschrift, verkehrsgeschichtlich von Bedeutung. Quadratische Natursteinsäule aus dem 19. Jahrhundert, ggf. ursprünglich vorhandene Inschriften nicht mehr erkennbar. oben abgerundeter Porphyrtuffstein (jetzt liegend), Wegestein als Zeugnis der verkehrstechnischen Erschließung des ländlichen Raumes von verkehrsgeschichtlicher Bedeutung. | 08974441 |

## Tabellenlegende
- Bild: Bild des Kulturdenkmals, ggf. zusätzlich mit einem Link zu weiteren Fotos des Kulturdenkmals im Medienarchiv Wikimedia Commons. Wenn man auf das Kamerasymbol klickt, können Fotos zu Kulturdenkmalen aus dieser Liste hochgeladen werden:
- Bezeichnung: Denkmalgeschützte Objekte und ggf. Bauwerksname des Kulturdenkmals
- Lage: Straßenname und Hausnummer oder Flurstücknummer des Kulturdenkmals. Die Grundsortierung der Liste erfolgt nach dieser Adresse. Der Link (Karte) führt zu verschiedenen Kartendiensten mit der Position des Kulturdenkmals. Fehlt dieser Link, wurden die Koordinaten noch nicht eingetragen. Sind diese bekannt, können sie über ein Tool mit einer Kartenansicht einfach nachgetragen werden. In dieser Kartenansicht sind Kulturdenkmale ohne Koordinaten mit einem roten bzw. orangen Marker dargestellt und können durch Verschieben auf die richtige Position in der Karte mit Koordinaten versehen werden. Kulturdenkmale ohne Bild sind an einem blauen bzw. roten Marker erkennbar.
- Datierung: Baubeginn, Fertigstellung, Datum der Erstnennung oder grobe zeitliche Einordnung entsprechend des Eintrags in der sächsischen Denkmaldatenbank
- Beschreibung: Kurzcharakteristik des Kulturdenkmals entsprechend des Eintrags in der sächsischen Denkmaldatenbank, ggf. ergänzt durch die dort nur selten veröffentlichten Erfassungstexte oder zusätzliche Informationen
- ID: Vom Landesamt für Denkmalpflege Sachsen vergebene, das Kulturdenkmal eindeutig identifizierende Objekt-Nummer. Der Link führt zum PDF-Denkmaldokument des Landesamtes für Denkmalpflege Sachsen. Bei ehemaligen Kulturdenkmalen können die Objektnummern unbekannt sein und deshalb fehlen bzw. die Links von aus der Datenbank entfernten Objektnummern ins Leere führen. Ein ggf. vorhandenes Icon  führt zu den Angaben des Kulturdenkmals bei Wikidata.